# Nagrada Franceta Štiglica
Nagrada Franceta Štiglica je stanovska nagrada Društva slovenskih režiserjev in je bila prvič podeljena februarja 2015. Ime nosi po Francetu Štiglicu, režiserju in avtorju prvega slovenskega celovečernega igranega zvočnega filma Na svoji zemlji. Kipci, ki jih prejmejo nagrajenci, so avtorsko delo akademskega kiparja in režiserja Mihe Knifica.

## PrejemnikinagradFranceta Štiglicaza življenjsko delo na področju filmske in TV režije
| Leto | Prejemnik         |
| ---- | ----------------- |
| 2015 | Jože Pogačnik     |
| 2016 | Rajko Ranfl       |
| 2017 | Filip Robar Dorin |
| 2018 | Karpo Godina      |
| 2019 | Zdravko Barišić   |
| 2020 | Ema Kugler        |
| 2021 | Mako Sajko        |
| 2022 | Helena Koder      |
| 2023 | Jaka Judnič       |
| 2024 | Anton Tomašič     |
| 2025 | Nadja Velušček    |

## Prejemniki nagradŠtigličev pogledza izjemno režijo
- 2015: Rok Biček (Razredni sovražnik), Špela Čadež (Boles), Siniša Gačić (Boj za), Matjaž Ivanišin (Karpopotnik), Barbara Zemljič (Panika).
- 2016: Metod Pevec (Dom), Olmo Omerzu (Družinski film).
- 2017: Špela Čadež (Nočna ptica), Sara Kern (Srečno, Orlo), Damjan Kozole (Nočno življenje), Igor Šterk (Pojdi z mano), Žiga Virc (Houston, imamo problem!)
- 2018: Janez Burger (Ivan), Rok Biček (Družina), Hanna Slak (Rudar), Miha Knific (Vztrajanje), Matjaž Ivanišin (Playing Men)
- 2019: Miroslav Mandić (Igram, sem), Urša Menart (Ne bom več luzerka), Sonja Prosenc (Zgodovina ljubezni), Darko Štante (PosledicePosledice)
- 2020: Gregor Božič (Zgodbe iz kostanjevih gozdov), Matjaž Ivanišin (Oroslan)
- 2021: Lun Sevnik (Playing / Igra), Katarina Rešek - Kukla (za režijo opusa glasbenih spotov iz leta 2020), Sebastian Korenič Tratnik (Gmajna), Sara Kern (Vesna Goodbye / Zbogom, Vesna), Klemen Dvornik in Matevž Luzar (Jezero)